# Ilmārs Rimšēvičs
Ilmārs Rimšēvičs (født 30. april 1965 i Riga i Lettiske SSR) var Letlands Nationalbanks præsident fra 2001 til 2019. I 2023 blev han idømt 6 års fængsel for korruption.
Rimšēvičs studerede ved Rigas Tekniske Universitets ingeniørøkonomiske fakultet, og han dimitterede med en MBA i virksomhedsledelse og organisation fra Clarkson University i USA i 1992. Dernæst blev Rimšēvičs vicepræsident ved Letlands Nationalbank, et embede han bestred til den 20. december 2001, da han af det lettiske parlament Saeima valgtes til præsident for nationalbanken, hvortil han genvalgtes i 2007 for endnu en seksårig periode. Ilmārs Rimšēvičs er medlem af Lettonia, Letlands ældste studenterforening.

## Retssag
I februar 2018 blev Rimšēvičs kontor og ejendomme ransaget, og han blev varetægtsfængsel grundet mistanke om korruption. Han blev løsladt 2 dage senere. Det var indledningen til en langvarig og kompliceret sag mod Rimšēvičs. Først i december 2019 blev han tvunget til at træde tilbage som leder af Nationalbanken. Han blev erstattet på posten af Mārtiņš Kazāks.
I december 2023 blev Rimšēvičs kendt skyldig i at modtage bestikkelse og idømt 6 års fængsel ved retten i Jürmala. Samtidig blev han frakendt retten til at arbejde som embedsmand i 5 år. Staten har konfiskeret 25.000 Euro i ejendomme og indestående i banken. Sagen er anket.